# Vuelta a Castilla y León 2000
La Vuelta a Castilla y León 2000, quindicesima edizione della corsa, si svolse dal 31 luglio al 4 agosto su un percorso di 679 km ripartiti in 5 tappe, con partenza a Valladolid e arrivo a Alto de Redondal. Fu vinta dallo spagnolo Francisco Mancebo della Banesto davanti al suo connazionale Aitor Osa Eizaguirre e al belga Dave Bruylandts.

## Tappe
| Tappa  | Data      | Percorso                                    | km    | Vincitore di tappa | Leader cl. generale       |
| ------ | --------- | ------------------------------------------- | ----- | ------------------ | ------------------------- |
| 1ª     | 31 luglio | Valladolid > Valladolid (cron. individuale) | 17,6  | Santos González    | Santos González           |
| 2ª     | 1º agosto | Valladolid > El Espinar                     | 156,8 | Alain Turicchia    | Santos González           |
| 3ª     | 2 agosto  | El Espinar > Avila                          | 171   | Dave Bruylandts    | Igor González de Galdeano |
| 4ª     | 3 agosto  | Zamora > Zamora                             | 164,9 | Stefano Casagranda | Igor González de Galdeano |
| 5ª     | 4 agosto  | San Andrés del Rabanedo > Alto de Redondal  | 169,2 | Francisco Mancebo  | Francisco Mancebo         |
| Totale | Totale    | Totale                                      | 679   |                    |                           |

## Dettagli delle tappe

### 1ª tappa
- 31 luglio: Valladolid > Valladolid (cron. individuale) – 17,6 km

| Pos. | Corridore                 | Squadra           | Tempo  |
| ---- | ------------------------- | ----------------- | ------ |
| 1    | Santos González           | ONCE              | 21'14" |
| 2    | Igor González de Galdeano | Vitalicio Seguros | a 9"   |
| 3    | Martin Garrido Mayorga    | Relax             | a 13"  |

| Pos. | Corridore       | Squadra | Tempo  |
| ---- | --------------- | ------- | ------ |
| 1    | Santos González | ONCE    | 21'14" |

### 2ª tappa
- 1º agosto: Valladolid > El Espinar – 156,8 km

| Pos. | Corridore                      | Squadra           | Tempo    |
| ---- | ------------------------------ | ----------------- | -------- |
| 1    | Alain Turicchia                | Amica Chips       | 4h24'18" |
| 2    | Miguel Ángel Martín Perdiguero | Vitalicio Seguros | s.t.     |
| 3    | Giovanni Lombardi              | Telekom           | s.t.     |

| Pos. | Corridore       | Squadra | Tempo    |
| ---- | --------------- | ------- | -------- |
| 1    | Santos González | ONCE    | 4h45'32" |

### 3ª tappa
- 2 agosto: El Espinar > Avila – 171 km

| Pos. | Corridore            | Squadra       | Tempo    |
| ---- | -------------------- | ------------- | -------- |
| 1    | Dave Bruylandts      | Palmans-Ideal | 4h26'45" |
| 2    | Aitor Osa Eizaguirre | Banesto       | a 2"     |
| 3    | Francisco Mancebo    | Banesto       | a 30"    |

| Pos. | Corridore                 | Squadra           | Tempo    |
| ---- | ------------------------- | ----------------- | -------- |
| 1    | Igor González de Galdeano | Vitalicio Seguros | 9h13'01" |

### 4ª tappa
- 3 agosto: Zamora > Zamora – 164,9 km

| Pos. | Corridore                      | Squadra           | Tempo    |
| ---- | ------------------------------ | ----------------- | -------- |
| 1    | Stefano Casagranda             | Alessio           | 3h49'13" |
| 2    | Miguel Ángel Martín Perdiguero | Vitalicio Seguros | s.t.     |
| 3    | Hendrik Van Dyck               | Palmans-Ideal     | s.t.     |

| Pos. | Corridore                 | Squadra           | Tempo     |
| ---- | ------------------------- | ----------------- | --------- |
| 1    | Igor González de Galdeano | Vitalicio Seguros | 13h02'14" |

### 5ª tappa
- 4 agosto: San Andrés del Rabanedo > Alto de Redondal – 169,2 km

| Pos. | Corridore            | Squadra       | Tempo    |
| ---- | -------------------- | ------------- | -------- |
| 1    | Francisco Mancebo    | Banesto       | 4h24'09" |
| 2    | Aitor Osa Eizaguirre | Banesto       | a 35"    |
| 3    | Dave Bruylandts      | Palmans-Ideal | a 42"    |

| Pos. | Corridore            | Squadra       | Tempo     |
| ---- | -------------------- | ------------- | --------- |
| 1    | Francisco Mancebo    | Banesto       | 17h27'05" |
| 2    | Aitor Osa Eizaguirre | Banesto       | a 14"     |
| 3    | Dave Bruylandts      | Palmans-Ideal | a 47"     |

## Classifiche finali

### Classifica generale
| Pos. | Corridore                 | Squadra                          | Tempo     |
| ---- | ------------------------- | -------------------------------- | --------- |
| 1    | Francisco Mancebo         | Banesto                          | 17h27'05" |
| 2    | Aitor Osa Eizaguirre      | Banesto                          | a 14"     |
| 3    | Dave Bruylandts           | Palmans-Ideal                    | a 47"     |
| 4    | Georg Totschnig           | Team Deutsche Telekom            | a 53"     |
| 5    | Mikel Zarrabeitia         | ONCE-Deutsche Bank               | a 55"     |
| 6    | Haimar Zubeldia           | Euskaltel-Euskadi                | a 1'15"   |
| 7    | Igor González de Galdeano | Vitalicio Seguros-Grupo Generali | a 1'17"   |
| 8    | Unai Osa Eizaguirre       | Banesto                          | a 1'43"   |
| 9    | Íñigo Cuesta              | ONCE-Deutsche Bank               | a 1'47"   |
| 10   | Carlos Sastre Candil      | ONCE-Deutsche Bank               | a 2'20"   |